# Bona Mangangu
Bona Mangangu (Kinsasa, 16 de febrero de 1961) es un pintor y escritor de la República Democrática del Congo. Actualmente reside y trabaja en Sheffield, Reino Unido.